# Tunnel de l'Ave-Maria
Le tunnel de l'Ave-Maria est un tunnel ferroviaire français d'une longueur de 1 891 mètres, situé sur le raccordement d'Outreau-Poste 1 à l'hoverport, dans le département du Pas-de-Calais, en région Hauts-de-France. Sa tête est-sud-est est située dans la commune d'Outreau, et sa tête nord-quart-nord-ouest dans celle du Portel.
Le percement de ce tunnel, mis en service en 1929, est dû à la nécessité de créer un accès direct au port de Boulogne-sur-Mer évitant la gare de Boulogne-Ville, pour la desserte de ce dernier par les trains de marchandises. Il continue à assurer ce rôle jusqu'en 2011.

## Situation ferroviaire
Établi à une altitude moyenne de 8 mètres, le tunnel de l'Ave-Maria est situé entre les points kilométriques (PK) 252,005 et 253,896 — soit une longueur de 1 891 mètres — du raccordement d'Outreau-Poste 1 à l'hoverport.
Il relie le triage d'Outreau, établi sur la ligne de Longueau à Boulogne-Ville, à la gare de Boulogne-Aéroglisseurs (fermée) et surtout au faisceau Loubet.

## Histoire
Le 17 avril 1848, le chemin de fer d'Amiens à Boulogne est mis en service. Les trains de marchandises desservant le garage du port de Boulogne doivent traverser la gare de Boulogne-Ville, alors située au cœur du quartier animé de Capécure, et contourner le plateau de l'Ave-Maria par le nord. Cette disposition des infrastructures s'avérant peu pratique, notamment avec l'augmentation du trafic, il est décidé de creuser le tunnel — dont le gabarit est adapté pour une double voie — sous ledit plateau. Débuté en 1926, le chantier s'achève environ trois ans plus tard ; l'ouverture à la circulation intervient le 29 janvier 1929. Au cours de l'excavation, d'importantes venues d'eau se sont produites, en raison de la présence d'une cassure — la faille du Mont de Couppes — au sein du plateau dont la géologie est en outre assez complexe.
En 1940, Hitler passe discrètement le réveillon de Noël avec des soldats de l'Organisation Todt, à l'intérieur du tunnel ; son train spécial était alors stationné dans le tunnel des Tintelleries. Dans le cadre du mur de l'Atlantique, le tunnel de l'Ave-Maria servait d'abri pour un canon ferroviaire, de type 21 cm K 12 (E) (en).
Entre 1970 et 1991, des trains de voyageurs ont emprunté le tunnel en plus de ceux de fret, en reliant Paris-Nord à Boulogne-Aéroglisseurs (relation créée pour effectuer la correspondance avec les aéroglisseurs transmanches à l'hoverport voisin).
De juin 2009 à février 2010, des travaux de renforcement du tunnel sont effectués (réalisation, par Freyssinet, d'une coque de béton projeté de 15 cm d'épaisseur sur la paroi interne), afin d'améliorer la desserte ferroviaire du port de Boulogne-sur-Mer,. Effectués dans le cadre du programme INTERREG IV A France (Manche) - Angleterre 2007-2013, une grande partie du financement des 5,35 millions d'€ nécessaires a été apportée par l'Union européenne.
En décembre 2023, le tunnel est utilisé par le tournage de The Walking Dead: Daryl Dixon (pour une scène avec des zombies),.

## Caractéristiques

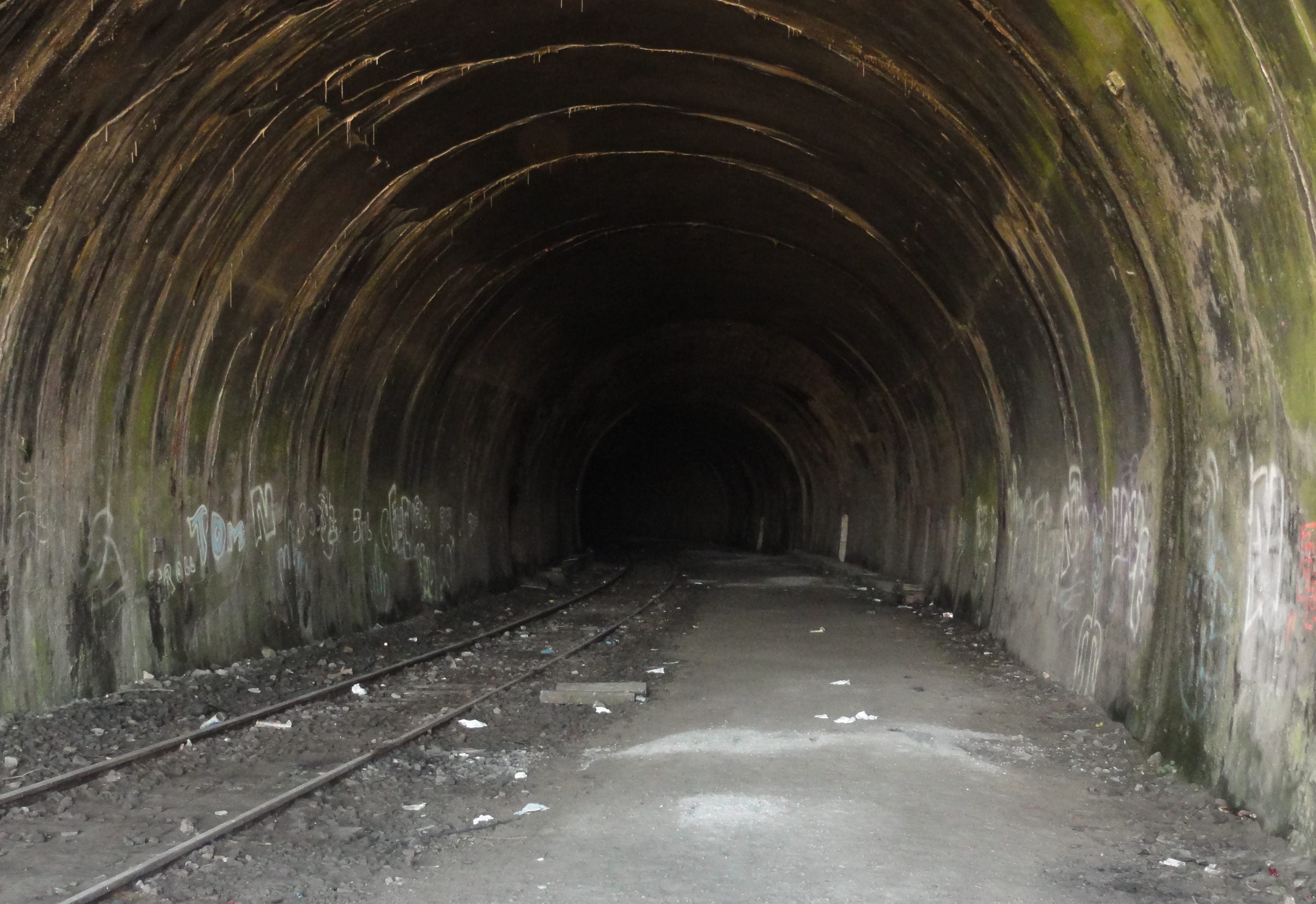
Aperçu de la voûte du tunnel.

C'est un tunnel de percement. Son diamètre est de 10,6 m. L'épaisseur de la voûte varie de 1 m sur les côtés à 0,80 m à son sommet.